# Bloemschikken

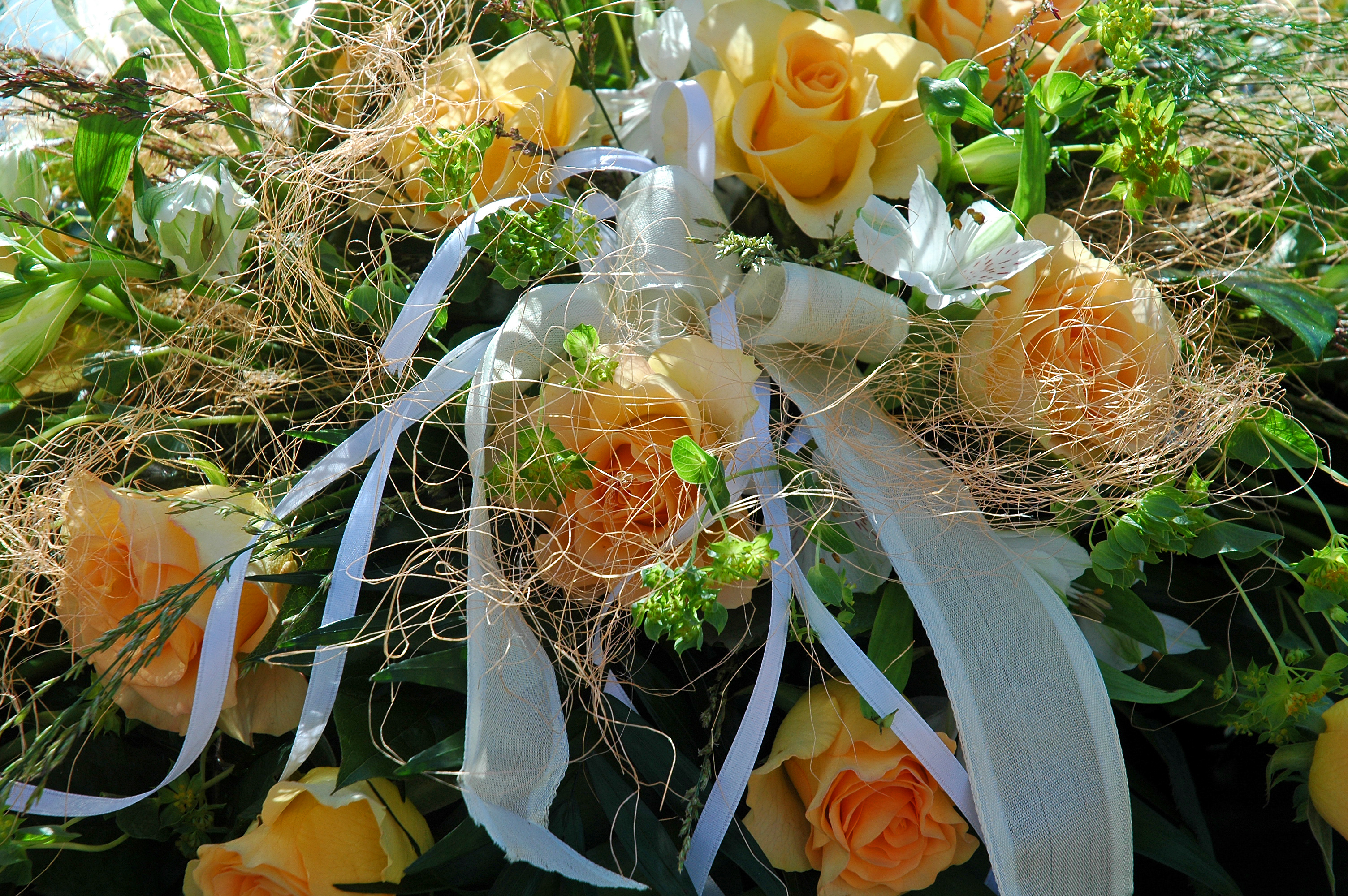
Een bruidsboeket

Bloemschikken, ook bloemsierkunst genoemd, is het vormgeven of creëren van werkstukken bestaande uit organische materialen als bloemen, blad, takken en mos, en anorganische materialen als metaal, steen en glas, tot een voor het oog aantrekkelijke compositie.
Bloemwerk wordt gemaakt door bloemisten voor speciale gelegenheden zoals een huwelijk, een begrafenis of geboorte, exposities, evenementen en beurzen, jubilea en allerlei gelegenheden waarbij bloemwerk wenselijk is.

## Geschiedenis
Bloemen en planten hadden in het verleden een andere betekenis dan nu. Er werd meer nadruk op symbolische en geneeskrachtige betekenis gelegd. Bloemen werden gekweekt voor speciale gelegenheden.

### Oosterse bloemsierkunst
China is de bakermat voor de oosterse wijze van bloemschikken. Volgens de geschiedenis werd in de 5e eeuw na Christus het boeddhisme in China geïntroduceerd, samen met het bloemstuk voor offering. Men schikte vaak in vazen en in manden. Beide stijlen van schikken werden geaccepteerd. Door hoogstaande keramische kunst werd de schikking in vazen, de door de Chingdynastie geaccepteerde hoofdstijl. Bloemschikkingen werden hoofdzakelijk gebruikt voor religieuze doeleinden. Het schikken als zelfstandige kunstvorm was toen nog niet ontwikkeld. Duizend jaar geleden werd het mode en hobby bloemen te waarderen. Bloemen werden op hun waarde geschat en verpersoonlijkt. Dit leidde ertoe dat bloemschikken waardevol werd door het kiezen en combineren van materialen. De stijl en betekenis achtte men zeer hoog. Bij officiële gelegenheden, religieuze handelingen, in het gerechtshof en dergelijke werd er geschikt door een persoon met een goede smaak. Waardigheid en statigheid bepaalden de schikking. Daar de Chinese bloemsierkunst de geestelijke stijl benadrukt, staat het persoonlijke esthetische gevoel van de maker centraal.
In grote lijnen geschetst is de oosterse bloemsierkunst ontstaan als gevolg van bloemenofferandes aan de goden. In de 3e eeuw werd er in China, in het Ch'anboeddhisme, een veelzijdige bloemschikvorm ontwikkeld. Vanaf ca. 700 is deze kunstvorm door monniken naar Japan overgebracht. Hier is het vooral toegepast als tempelschikkingen, als offer aan Boeddha. Het Chinese boek Geschiedenis van vazen beïnvloedde de Ikebana sterk. In de 15e eeuw is hieruit de bekende Ikenoboschool uit ontstaan. Deze heeft vele stijlen ontwikkeld die ook nu nog worden gemaakt. In Japan is eind 19e eeuw de Oharaschool ontstaan in 1925 de moderne Sogetsuschool. Thans heeft Japan vele scholen die soms wereldwijd vele studenten en afdelingen hebben. Het oudste boek over Japanse bloemsierkunst stamt uit 1499 en heet Kaoirai no Kadensho of Kaorirai flower arrangement book.

### Europese bloemsierkunst
In Europa is bloemsierkunst, net als in het Verre Oosten, ontstaan uit gebruiken van de religies. Kijkt men naar de loop der cultuurgeschiedenis, dan begint deze voor Europa belangrijk te worden met het oude Egypte. Boeketten en grafbloemen werden veelvuldig gebruikt. Bloemversieringen werden gebruikt bij het vereren van hun goden en feesten. Lotusbloemen, acanthus en papyrus zijn te vinden op de muren van grafmonumenten. De Egyptenaren waren vermoedelijk de eersten die bloemversieringen maakten. Uit deze tijd stamt bijvoorbeeld het stafboeket.
In Griekenland werden kransen gebruikt bij de Olympische Spelen als eerbetoon aan de winnaars en dienden slingers als versiering van tempels en gebouwen. In het Romeinse Rijk werden kopkransjes gemaakt, kransen, festoenen en slingers vervaardigd. Ontelbare bloemblaadjes werden gebruikt in ceremonies. Ook waren er al veel gebeeldhouwde guirlandes en kransen aan gebouwen en triomfbogen.
Bloemen zijn ook een rol gaan spelen in de Rooms-Katholieke Kerk, als symbool tijdens de dienst. Ook kregen veel bloemen in het dagelijkse leven een gebruik of betekenis. De schilderkunst geeft ons hiervan vele voorbeelden. In de rijke middeleeuwen, als de steden opkomen en de vorstenhuizen en kooplieden rijk worden, neemt het bloemengebruik toe. 
Bloemstukken sieren de tafels tijdens feesten, vaak gecombineerd met groenten en fruit. Vooral in de 14e eeuw in Frankrijk is dit gebruik verder ontwikkeld.
In de Victoriaanse tijd dragen dames bloemenkransjes, corsages, slingers aan de japonnen en een boeketje in de hand. Feesten waren echte bloemenfeesten in die dagen. Niet alleen festoenen, kransen en guirlandes worden tot het klassieke bloemwerk gerekend, ook ´moderne´ varianten als de Biedermeier, de ellipsvorm, druppelvorm, cascade, driehoeksschikkingen, millefleurs en dergelijke behoren tot het klassieke bloemwerk en vooral ook de klassieke S-lijn in de Hogarthstijl.
Bruidsboeketten werden populair en gingen bij de huwelijksdag horen. In de Biedermeiertijd 1820-1850 ontstonden veel decoratieve compacte schikkingen, ook nu nog heel populair. Pas eind 19e eeuw ontstond het vak van bloembinder en ontstond de bloemenwinkel. Bekendheid van bloemsierkunst in een land heeft vaak te maken met een beperkt aantal vooraanstaande bloemsierkunstenaars. De West-Europese bloemsierkunst heeft wereldwijd het hoogste aanzien. De wereldkampioenen komen ook voornamelijk uit Nederland, Duitsland en België. Maar ook de Fransen en de Denen staan hoog op de ranglijst.

### Moderne bloemsierkunst
In de bloemsierkunst ontstond, mede beïnvloed door de mode, de Avant-Garde. Dit woord dat uit het Franse leger komt, betekent voorhoede. Dit was een groep getrainde soldaten die op de troepen vooruitliepen om de omgeving te verkennen. In de kunst betekende dit dat enkele vooraanstaande bloembinders vooruitliepen op de mode en zo ook de mode (trend) bepaalden. Op deze manier ontstonden nieuwe vormen in de bloemsierkunst. Bloemwerk werd opener en eleganter en ook ging men meer experimenteren met bloemwerk waardoor men Floral Objects verkreeg. Modern bloemwerk is te herkennen aan een open vormgeving, vaak lineair en-of parallel en van elke bloemsoort maar enkele bloemen. In modern en experimenteel bloemwerk is eigenlijk alles toegestaan. Plat, lang, breed, zelfs gekruiste lijnen zijn toegestaan en dit kan met alle materialen die er maar te verkrijgen zijn.

## Stijlen
In de bloemsierkunst zien we verschillende stijlen. Er is een klassieke stijl waarin duidelijke geometrische basisvormen zien. De biedermeier, de krans, de driehoek schikking. De bloemen worden er duidelijk decoratief en overvloedig verwerkt.
De moderne stijl - met als voorloper: de Britse Constance Spry - is ook afgeleid van de basis vormen maar de bloemen komen beter tot hun recht.
Door meer met natuurlijke lijnen en naar de bloemvorm te kijken krijg je een modernere look.
Dan is er Ikebana. Hier wordt nog meer naar vorm, kleur, ritme en karakter van het blad of bloem gekeken. Het Ikebana-bloemstuk kan symbool staan voor de hele natuur in het betreffende seizoen.

## Opleidingen

### Nederland
In Nederland verzorgt een aantal mbo-scholen opleidingen in de bloemsierkunst, met als doel bloemist te worden. Veel bloemisten zijn aangesloten bij verzendorganisaties Fleurop of Euroflorist, waarvoor een van onderstaande vakdiploma's vereist is. Hier kunnen in oplopend niveau de volgende diploma's behaald worden:
- praktijkdiploma Dutch Flower Arrangements 1 (DFA 1)
- vakdiploma Dutch Flower Arrangements 2 (DFA 2)
- praktijkdiploma Advanced Dutch Flower Arangements 1 (ADFA 1)
- vakdiploma Advanced Dutch Flower Arangements 2 (ADFA 2)
- diploma Erkend Bloemsierkunstenaar.

Hiernaast bestaat een mbo-dagopleiding, BBL (beroepsbegeleidende leerweg: één dag per week naar school, vier dagen werken (betaald) in een door Aequor erkend leerbedrijf) en BOL (Beroepsopleidende leerweg: drie dagen naar school, twee dagen werken (stage) in een door Aequor erkend leerbedrijf.)
Dit kan men op verschillende niveaus volgen:
- Niveau 1 - assistent-binder (1-jarige opleiding)
- Niveau 2 - zelfstandig binder (2-jarige opleiding)
- Niveau 3 - eerste binder (3-jarige opleiding)
- Niveau 4 - ondernemer-bloemist (aanvullend 2-jarige opleiding waarvoor verplicht niveau 3 met goed gevolg moet zijn afgerond.)

De enige hbo-opleiding op het gebied van bloemschikken is Stoas Hogeschool gevestigd in Wageningen.

### België
In Vlaanderen kan men na een tweejarige opleiding bij een vormingsinstituut voor KMO een diploma florist behalen dat ook het bloemschikken omvat.

## Kampioenschappen
Zowel in Nederland als in België worden jaarlijks kampioenschappen bloemschikken voor amateurs gehouden. Bij de Nederlandse kampioenschappen worden de deelnemers in vijf klassen verdeeld, waarbij de ereklasse de hoogste is. Daarnaast worden in Nederland regionale kampioenschappen georganiseerd.
De landelijke vereniging Groei & Bloei organiseert jaarlijks het kampioenschap voor amateurs en studententeams.

## Personen
De volgende personen hebben een rol in de bloemsierkunst (gespeeld):
- Constance Spry (1886-1960), Brits schrijfster en ontwikkelaar van de bloemsierkunst
- Julia Clements (1906-2010), Brits schrijfster en promotor van het bloemschikken
- Daniël Ost (1955), Belgisch kunstenaar
- Junichi Kakizaki (1971), Japans kunstenaar